# Byrsonima luetzelburgii
Byrsonima luetzelburgii är en tvåhjärtbladig växtart som beskrevs av Julian Alfred Steyermark. Byrsonima luetzelburgii ingår i släktet Byrsonima och familjen Malpighiaceae. Inga underarter finns listade i Catalogue of Life.